# Mark Watson-Gandy
Pour les articles homonymes, voir Mark Watson (homonymie) et Gandy.
Mark Watson-Gandy, né le 8 novembre 1967, est un barrister et éducationaliste britannique, professeur de droit à Westminster.

## Vie
Diplômé de l'université de l'Essex (LL.B.), il est avocat spécialiste en droit des sociétés.
Président de l'organisme public non-ministériel « Biometrics & Forensic Ethics Group » chez le ministère de l'Intérieur britannique depuis 2019, il est maître de la vénérable compagnie des Clercs juridiques de Londres en 2022/23, puis nommé chancelier de l'ordre de Malte en Grande-Bretagne.

## Ascendance
D'ascendance de petite noblesse, fils d'Alastair Watson-Gandy (né 1943), son arrière-arrière-grand-père James Milnes Gandy né Brandreth se maria avec Annie Tyndale. Ainsi parenté à Gyles Brandreth, l'amiral Alec Tyndale-Biscoe, Anthony Watson-Gandy et aux baronnets Booth, il porte en Écosse par qualification nobiliaire « of Myrton » en tant que seigneur de l'ancienne baronnie de Myrton dans le Wigtownshire.

### Distinctions honorifiques
(Sélection)
- - Officier dans l'ordre de l'Empire britannique[9]
- - Commandeur dans le très vénérable ordre de Saint-Jean
- - Chevalier dans l'ordre souverain de Malte
- - Chevalier dans l'ordre de Saint-Grégoire
- - Chevalier dans l'ordre sacré et militaire constantinien de Saint-Georges
- - Croix pro Merito Melitensi.